# Cimetière Rogojskoïe
Le cimetière Rogojskoïe (en russe : Рогожское кладбище, Rogojskoïé kladbichtché) est un cimetière de Moscou où se trouve le centre spirituel et administratif de la branche de l'Église orthodoxe vieille-ritualiste russe acceptant d'ordonner des prêtres. L'autre cimetière d'origine vieille-ritualiste à Moscou est le cimetière de la Transfiguration qui au départ avait été ouvert pour les vieux-ritualistes refusant l'ordination de prêtres dans leur Église.
Sa surface est d'environ douze hectares.

## Histoire
Le cimetière a été fondé en 1771 derrière la barrière Rogojskaïa (à trois kilomètres de la barrière Rogojskaïa sur la route de Vladimir) dans la sloboda de la fosse Rogojskaïa sur des terres ayant appartenu à la sloboda Andronova. L'inhumation à l'intérieur des murs de la ville est interdite à cause de l'épidémie de peste et plusieurs cimetières sont ouverts dont celui-ci, le cimetière de la Présentation, le cimetière Vagankovo, le cimetière Danilovskoïe et le cimetière Kalitnikovskoïé. 
Des tombes de vieux-croyants sont installées dès le début et avec la permission de l'impératrice Catherine II les vieux-croyants ouvrent un orphelinat et un dispensaire et deux chapelles, l'une en bois, l'autre en pierre. Jusqu'en 1822. Elles sont desservies par ceux que l'on appelait « les popes fuyards ». Rapidement, un faubourg se forme autour de ces chapelles et du cimetière et en 1791 les vieux-croyants réussissent à faire bâtir (en contournant la loi) une grande église placée sous le vocable de l'Intercession de la Mère de Dieu qui devient un pôle d'attraction majeur des adeptes de l'ancienne foi.
À l'approche des troupes napoléoniennes en 1812,  le prêtre Ivan Iastrebov parvient à cacher les biens liturgiques des vieux-croyants. De 1822 à 1854, ces églises sont desservies par  les « popes fuyards agréés ».

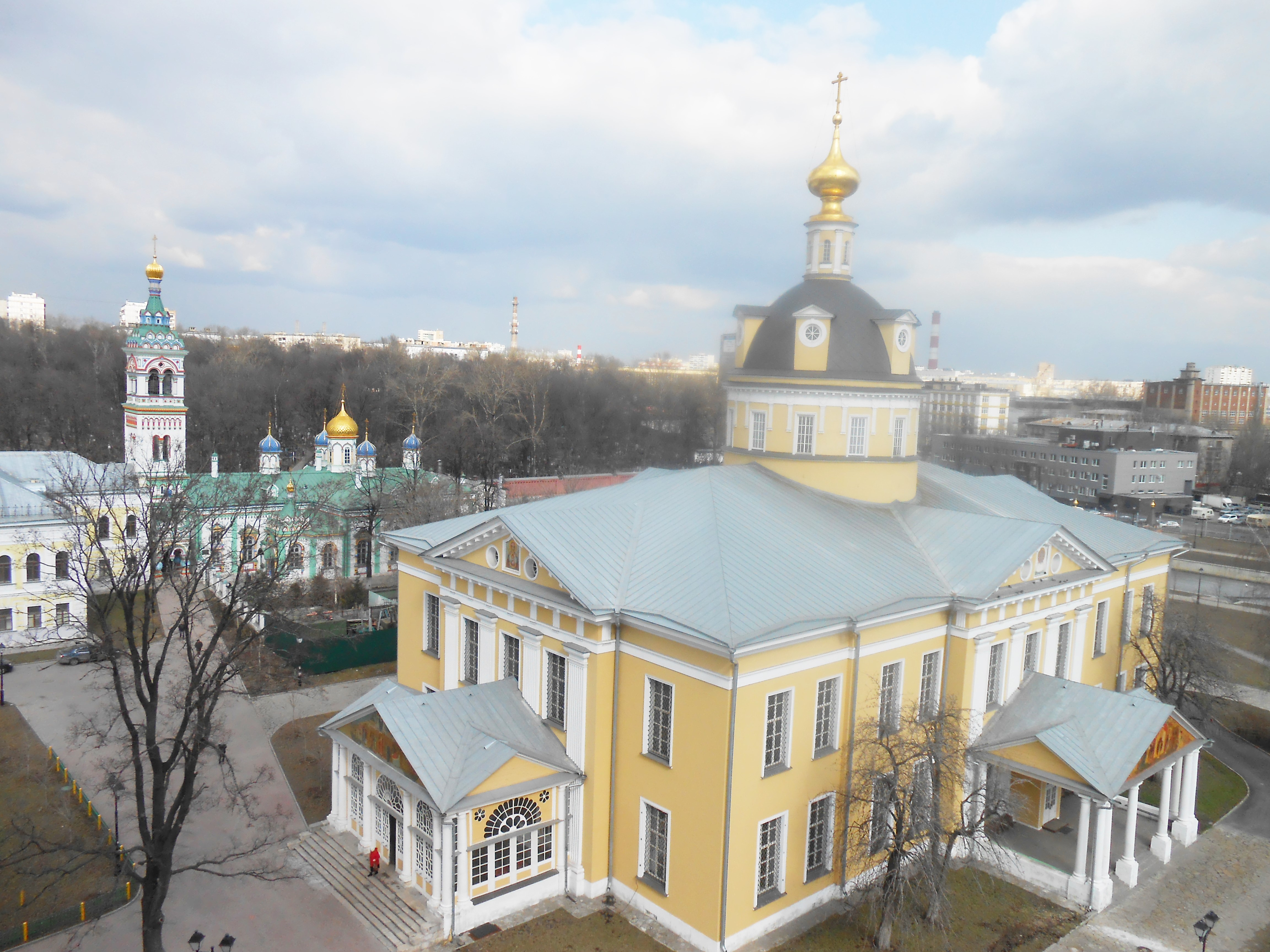
La grande église des vieux-croyants du cimetière Rogojskoïe.

L'érection en 1846 du siège métropolitain de Belaïa Krinitsa, en Bucovine, place les vieux-croyants russes, y compris la communauté du cimetière Rogojskoïe de Moscou, devant un choix qui a finalement été fait en faveur de cette hiérarchie. Dès 1853, le cimetière Rogojskoïe devient le foyer spirituel de l'Église vieille-ritualiste orthodoxe de Moscou et de toutes les Russies. Après la mort en 1853 du prêtre Iastrebov, la paroisse est placée sous la direction du prêtre Vladimir Sapelkine qui la réunit à la branche vieille-ritualiste de l'Église orthodoxe russe, après quoi le 23 septembre 1854 l'une des chapelles de pierre, la chapelle Saint-Nicolas, est dévolue à cette branche. Les paroissiens se divisent donc en partisans de l'église et partisans de la chapelle. Une part importante des paroissiens, s'étant  rattachée à la branche vieille-ritualiste retournée à l'Église orthodoxe, le fait pour être inscrite à la classe des marchands, droit auquel les vieux-croyants ne pouvait plus prétendre à partir du 1er janvier 1855. L'année suivante, plusieurs cas de conversion alléguée se sont produits, et il a été découvert que le clergé des vieux-ritualistes ne délivrait que des attestations, sans accomplir aucun acte d'Église. Peu de temps après Sapelkine, le dernier prêtre de  Rogoj, Piotr Roussanov, s'est rallié à l'Église vieille-ritualiste de l'Église orthodoxe. Le culte a ensuite cessé quelque temps dans les chapelles du cimetière Rogojskoïe. Le 21 janvier 1856 voit l'arrivée d'un prêtre de la confession de Belaïa Krinitsa et le culte peut reprendre. Le métropolite de Moscou, Philarète, demande rapidement au pouvoir civil de réprimer les vieux-croyants. En conséquence, le gouvernement place les autels des chapelles sous scellés le 7 juillet 1856. Après la promulgation de la loi du 3 mai 1883, les vieux-croyants ont commencé à ériger des autels amovibles dans les chapelles et le service était assuré par des prêtres venus d'au-delà des frontières austro-hongroises, mais ces autels ont été supprimés plus tard. À la veille de Pâques 1905, Nicolas II rend la liberté de culte et de droits aux vieux-croyants.

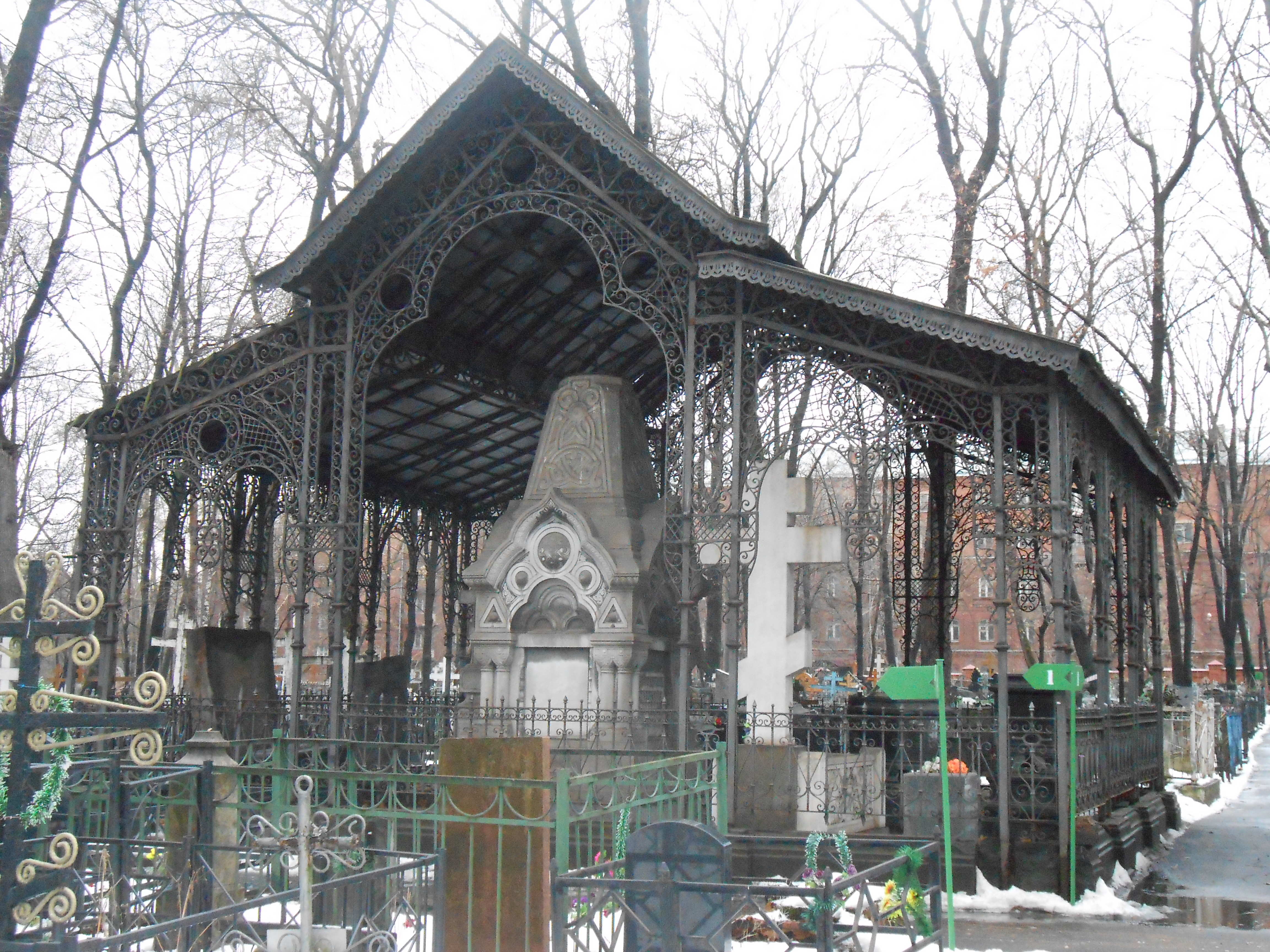
Sépulture de la famille Morozov.

Le cimetière Rogojskoïe comprend un grand nombre de tombes de marchands moscovites qui habitaient autour de la Taganka. En 1906, on trouva un manuscrit ancien du XVe siècle dans les archives du cimetière, c'est le Manuscrit de Rogoj. 
Après la Révolution de Février 1917, le cimetière cesse d'être réservé uniquement aux vieux-croyants. Dans les années 1930-1940, on y enterre secrètement des victimes des répressions staliniennes dont des fusillés d'octobre 1941: Iakov Smouchkevitch, Pavel Rytchagov, Grigori Stern, Alexandre Loktionov. On y trouve un monument aux morts de la Grande Guerre patriotique, morts dans les hôpitaux moscovites.

## Personnalités inhumées au cimetière Rogojskoïe

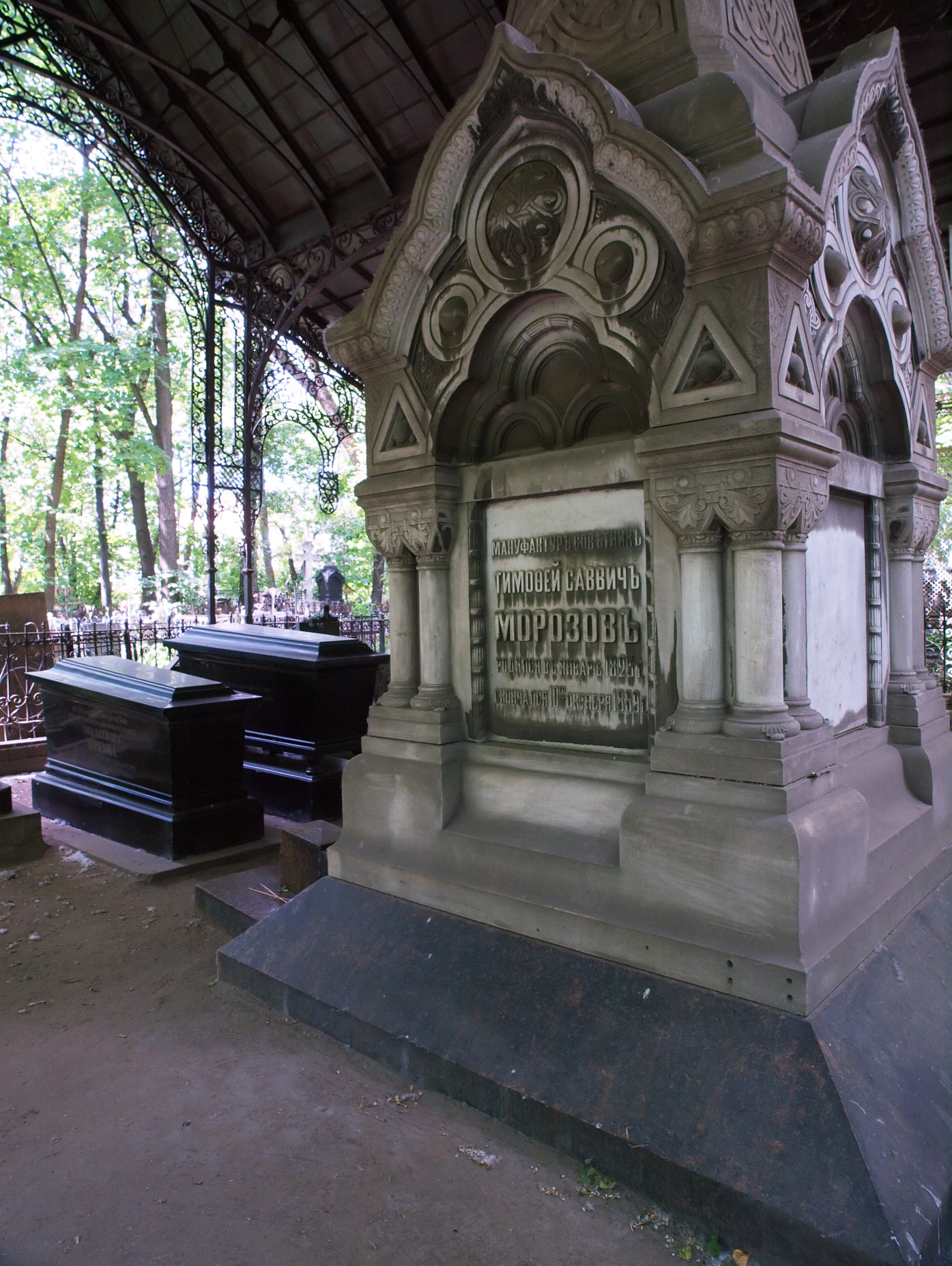
Tombes de la famille Morozov.

De nombreux représentants de la classe des marchands y ont été enterrés, comme les familles moscovites des Baouline, des Boutikov, des Chibanov, des Kapyrine, des Kouznetsov (les porcelainiers), des Morozov (usines textiles, mines, papier, etc.), Moussorine, Nazarov, Pougovkine, Rakhmanov, Riabouchinski, Soldatenkov, Tregoubov, Vinokourov, etc. Cependant la plupart de leurs tombes (en granite) ont été utilisées pour le métro de Moscou dans les années 1930 et ont été détruites.
- Savva Vassilievitch Morozov (1760-1860)
- Savva Morozov (1862-1905)
- Timofeï Morozov (1823-1889)
- Zinaïda Morozova-Rheinbott (1867-1947)
- Kozma Soldatenkov (1818-1901), tombe détruite